# Tấn Lệ hầu
Tấn Lệ hầu (chữ Hán: 晉厲侯; ? – 859 TCN), tên thật là Cơ Tử Phúc (姬子福), là vị vua thứ năm của nước Tấn - chư hầu nhà Chu trong lịch sử Trung Quốc.
Tấn Lệ hầu là con của Tấn Thành hầu – vua thứ tư của nước Tấn.
Sử ký không nêu rõ thời gian ông làm vua nước Tấn bắt đầu khi nào. Các sự kiện lịch sử trong thời gian ông làm vua cũng không rõ. Năm 859 TCN, ông mất, con ông là Cơ Nghi Cữu lên nối ngôi, tức là Tấn Tĩnh hầu.